# فريدريك بالمر
فريدريك بالمر (بالإنجليزية: Frederick Palmer)‏ (29 يناير 1873 - 2 سبتمبر 1958)؛ روائي أمريكي.